# Веге, Григорий Иванович
Григо́рий Ива́нович Ве́ге (1842, Витебск, Российская империя — 3 (16) декабря 1906, Оспедалетти, Италия) — русский врач, промышленник и купец 2-й гильдии, коллежский советник, выпускник Императорской медико-хирургической академии (1865). Владелец первого в России ультрамаринового завода.

## Биография
Георгий Иванович Веге родился в 1842 году в Витебске. Начальное образование получил в Витебской гимназии. В 1860 году поступил в Санкт-Петербургскую Императорскую медико-хирургическую академию, где в 1865 году завершил обучение по медицинской специальности.
С 1869 года служил сверхштатным ординатором во Временной загородной больнице. После её упразднения в 1884 году остался за штатом, сохранив чин коллежского советника. В 1873 году открыл частную пневматическую лечебницу, однако в 1885 году прекратил её деятельность из-за занятости в других сферах. 
С 1882 года — купец 2-й гильдии.
В 1882 году Георгий Иванович приобрёл Киновеевский ультрамариновый завод, основанный в 1876 году и ставший первым предприятием такого профиля в России. Завод располагался на правом берегу Большой Невы (№ 78), а контора — на углу Невского проспекта, 96, и Надеждинской улицы, 1 (ныне ул. Маяковского). К 1896 году производство достигло 50 тыс. пудов ультрамарина в год. В 1896 году на Всероссийской промышленно-художественной выставке в Нижнем Новгороде завод получил высшую награду — изображение Государственного герба.
В 1882 году на Всероссийской художественно-промышленной выставке в Москве предприятие было отмечено за «ультрамарин порядочного качества и обширное производство».
В ходе семилетней конкурентной борьбы с Георгием Веге московская фирма «Братья Дешан», потратившая на противостояние более 3 миллионов франков, была вынуждена прекратить выпуск ультрамарина.
На заводе Веге и приобретённой позже полотноотбельной фабрике братьев Шугерт, действовал сад для рабочих, где устраивались вечерние гуляния. Современники отмечали, что на предприятии существовали «самые лучшие условия для жизни рабочих»: администрация практиковала неформальное общение с сотрудниками, вручала праздничные подарки, а большинство рабочих были постоянными, в отличие от других заводов, где преобладали сезонные работники. Сведений о значительных трудовых конфликтах не сохранилось.
После смерти Георгия Ивановича 3 (16) декабря 1906 года в Оспедалетти (по другим данным — в 1912 году) завод унаследовал его сын, полковник Роберт Веге. К 1914 году управление перешло к немецкому банкирскому дому «Цельтнер, Леверкуз и К°». В 1916 году предприятие было продано «Акционерному обществу Киновеевского ультрамаринового завода д-ра Г. И. Веге», созданному петербургскими предпринимателями А. Ф. Шильманом и Г. И. Якобсоном. Завод функционировал до национализации в 1918 году.